# Jessica Benítes
Jessica Maribel Benítes Tejeda (* 10. April 1989 in Guadalajara, Jalisco), in der Regel unter ihrem verkürzten Namen Jessica Benítes aufgeführt, ist eine ehemalige mexikanische Fußballspielerin auf der Position einer Stürmerin.

## Leben
Benítes spielte für Chivas Femenil, mit denen sie die Eröffnungssaison 2017 der neu gegründeten mexikanischen Frauenfußballmeisterschaft Liga MX Femenil gewann.
Benítes, die unmittelbar nach diesem Erfolg ihre aktive Laufbahn als Fußballprofi beendete, stand in der Meistersaison 2017 mit einer Spieldauer von insgesamt 172 Minuten mehr in den Liguillas auf dem Spielfeld (und am meisten sogar in den 111 Minuten, die sie in den beiden Finalspielen gegen Pachuca bestritt) als in der regulären Spielzeit, in der sie nur in vier Spielen eingesetzt wurde und insgesamt 94 Spielminuten absolvierte.